# Ministério do Mar
O Ministério do Mar foi um ministério do Governo de Portugal, responsável pelas pescas, pela marinha mercante e por outros assuntos relacionados com os oceanos. O Ministério do Mar existiu, pela primeira vez, entre 1983 e 1985. Mais tarde voltou a existir entre 1991 e 1995, e de novo a partir do XXI Governo Constitucional de Portugal (em 2015). 
As responsabilidades do Ministério do Mar correspondem, aproximadamente, às que cabiam ao ramo de fomento marítimo do antigo Ministério da Marinha que desde a extinção deste em 1974 - tinham sido repartidas por vários ministérios. No XIX Governo Constitucional essas responsabilidades estiveram atribuídas no Ministério da Agricultura e do Mar dirigido pela Ministra Assunção Cristas. No XXI Governo Constitucional, voltou a ser um ministério autónomo.

## Organização

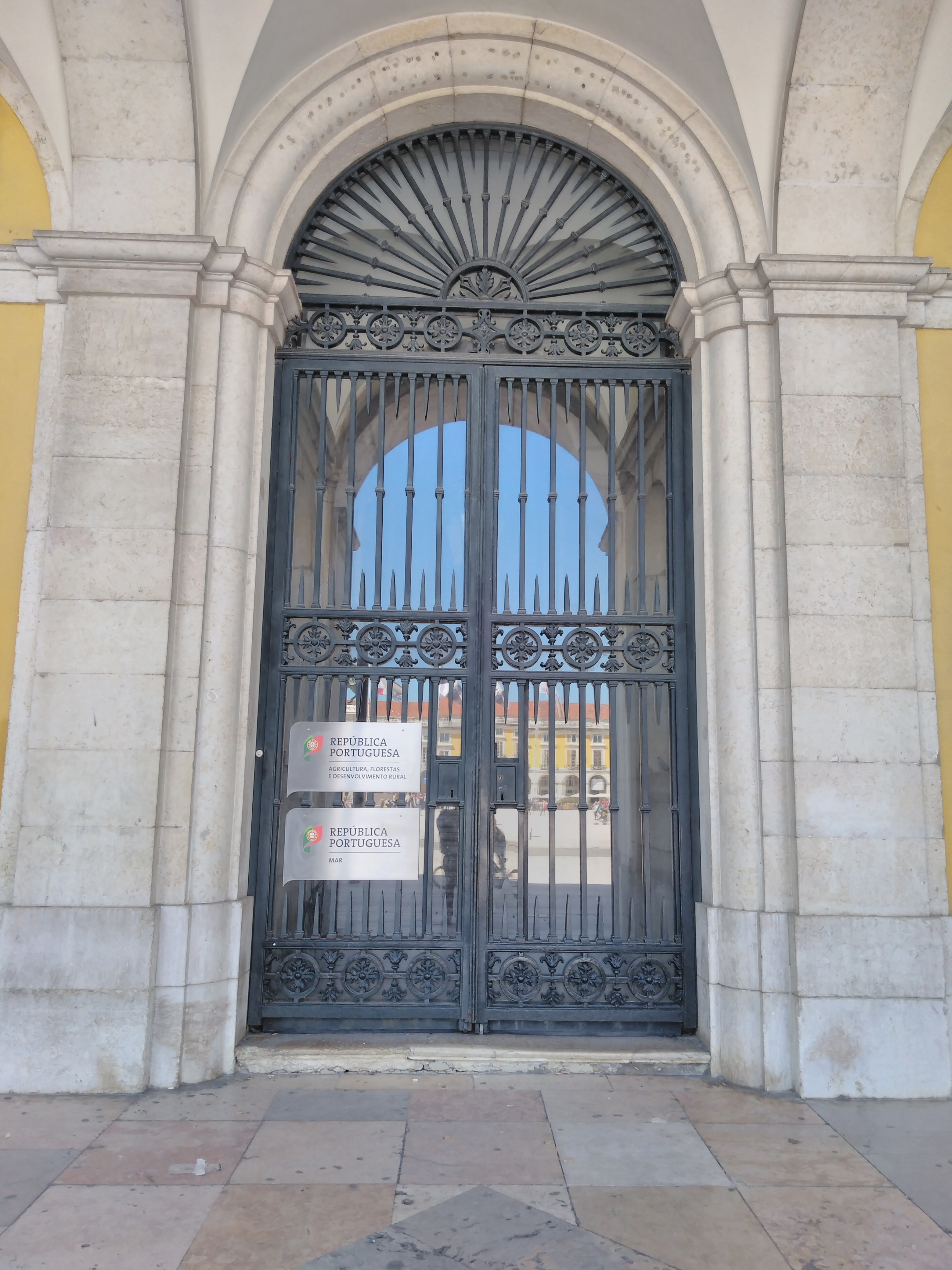
Sede do Ministério do Mar, na Praça do Comércio

A lei orgânica do XXI Governo Constitucional (2015 - Presente) estabeleceu a seguinte organização para o ministério:
- Ministra do Mar
  - Secretário de Estado das Pescas
    - Direção-Geral de Política do Mar
    - Direção-Geral de Recursos Naturais, Segurança e Serviços Marítimos
    - Gabinete de Investigação de Acidentes Marítimos e da Autoridade para a Meteorologia Aeronáutica
    - Comissão Técnica do Registo Internacional de Navios da Madeira
    - Autoridade de Gestão do Programa Operacional Mar 2020 (Mar 2020)
    - Gabinete de Planeamento, Políticas e Administração Geral (em coordenação com o Ministro da Agricultura, Florestas e Desenvolvimento Rural)
    - Direções regionais de agricultura e pescas (em coordenação com o Ministro da Agricultura, Florestas e Desenvolvimento Rural)
    - Inspeção-Geral da Agricultura, do Mar, do Ambiente e do Ordenamento do Território (em coordenação com o Ministro da Agricultura, Florestas e Desenvolvimento Rural)
    - Instituto de Financiamento da Agricultura e Pescas, IP (em coordenação com o Ministro da Agricultura, Florestas e Desenvolvimento Rural, com o Ministro das Finanças e com o Ministro do Planeamento e das Infraestruturas)
    - Docapesca - Portos e Lotas, SA
    - Instituto Português do Mar e da Atmosfera, IP (em coordenação com o Ministro do Ambiente e o Ministro da Ciência, Tecnologia e Ensino Superior)
    - Escola Náutica Infante D. Henrique
    - Administração do Porto de Lisboa
    - Administração dos Portos do Douro e Leixões
    - Administração dos Portos de Setúbal e Sesimbra
    - Administração do Porto de Sines
    - Comissão de Planeamento do Transporte Marítimo de Emergência.
    - Instituto Nacional de Recursos Biológicos IP
    - Instituto Português de Conservas e Pescado
    - Escola Portuguesa de Pesca
    - Gabinete de Estudos e Planeamento das Pescas

## Ministros do Mar
| Ministro(a) do Mar | Ministro(a) do Mar     | Governo                     | Início do mandato       | Fim do mandato          | Partido                  |
| ------------------ | ---------------------- | --------------------------- | ----------------------- | ----------------------- | ------------------------ |
|                    | Carlos Montez Melancia | IX Governo Constitucional   | 9 de junho de 1983      | 15 de fevereiro de 1985 | Partido Socialista       |
|                    | José de Almeida Serra  | IX Governo Constitucional   | 15 de fevereiro de 1985 | 6 de novembro de 1985   | Partido Socialista       |
|                    | Eduardo Azevedo Soares | XII Governo Constitucional  | 31 de outubro de 1991   | 16 de março de 1995     | Partido Social Democrata |
|                    | António Duarte Silva   | XII Governo Constitucional  | 16 de março de 1995     | 28 de outubro de 1995   | Partido Social Democrata |
|                    | Ana Paula Vitorino     | XXI Governo Constitucional  | 26 de novembro de 2015  | 26 de outubro de 2019   | Partido Socialista       |
|                    | Ricardo Serrão Santos  | XXII Governo Constitucional | 26 de outubro de 2019   | 30 de março de 2022     | Partido Socialista       |